# Our Girl
Our Girl es una serie estrenada el 24 de marzo del 2014 por medio de la cadena BBC One. La serie fue creada por Tony Grounds. 
Ha contado con la participación de varios actores invitados, como Matt Newman, entre otros...
La película fue estrenada en marzo del 2013 y contó con la actuación de los Lacey Turner, Matthew McNulty, Dan Black, Frieda Thiel, Steven Miller, Lucy Briers, Dominic Jephcott, David Ryall, Paul Fox, Branwell Donaghey, Stuart Ward, Mimi Keene, Flossy Grounds, Katherine Pearce, entre otros...
A principios de octubre del 2016 se anunció que la serie tendría una tercera temporada, la cual fue estrenada el 10 de octubre del 2017.

## Historia
La serie se centra en Molly "Molls" Dawes, una joven que después de tantos problemas en su vida decide que necesita cambiar su forma de vivir y se alista en el ejército británico y es enviada a la guerra de Afganistán. Durante su estancia ahí Molly se hace amiga de Bashira, a quien intenta proteger de su padre. 
Molly y el capitán Charles James terminan enamorándose y comienzan una relación cuando ambos regresan a casa.
La segunda temporada tratará sobre los médicos en el ejército británico, quienes se encuentran en una misión arriesgada en Kenia.

## Personajes

### Personajes principales
| Actor                 | Personaje            | Ocupación                       | N.º de episodios | Duración        |
| --------------------- | -------------------- | ------------------------------- | ---------------- | --------------- |
| Ben Aldridge          | Cpt. Charles James   | Capitán y Líder de la Sección 2 | 14               | 2014 - presente |
| Michelle Keegan       | Cpl. Georgie Lane    | Soldado y médico                | 11               | 2016 - presente |
| Harki Bhambra         | Pvt. Rab Kalil       | Soldado                         | 4                | 2017 - presente |
| Shalom Brune-Franklin | Pvt. Maisie Richards | Soldado                         | 4                | 2017 - presente |

### Personajes recurrentes
| Actor             | Personaje              | Ocupación                            | N.º de episodios | Duración        |
| ----------------- | ---------------------- | ------------------------------------ | ---------------- | --------------- |
| Simon Lennon      | Pvt. "Brains"          | Soldado de la Sección 2              | 13               | 2014 - presente |
| Sean Ward         | Pvt. "Fingers" Stille  | Soldado de la Sección 2              | 12               | 2014 - presente |
| Rolan Bell        | Sgt. "Kingy" King      | Sargento del Pelotón de la Sección 2 | 8                | 2016 - presente |
| Sean Sagar        | Pvt. "Monk" Montgomery | Soldado de la Sección 2              | 8                | 2016 - presente |
| Mark Armstrong    | Spanner                | Soldado de las Fuerzas Especiales    | 7                | 2016 - presente |
| Angela Lonsdale   | Grace Lane             | Madre de Georgie                     | 6                | 2016 - presente |
| Dwane Walcott     | "Peanut"               | Soldado de las Fuerzas Especiales    | 4                | 2017 - presente |
| Rudi Dharmalingam | Milan                  | -                                    | 3                | 2016 - presente |
| Salina Shrestha   | Tara                   | -                                    | 3                | 2016 - presente |
| Ashley Houston    | "Dyno"                 | Soldado de las Fuerzas Especiales    | 2                | 2017 - presente |

### Antiguos personajes principales
| Actor             | Personaje                     | Ocupación                                  | N.º de episodios | Duración    | Estado |
| ----------------- | ----------------------------- | ------------------------------------------ | ---------------- | ----------- | ------ |
| Luke Pasqualino   | Elvis Harte                   | Oficial de las Fuerzas Especiales Maverick | 9                | 2016 - 2017 | Muerto |
| Lacey Turner      | Cpl. Molly "Moll" Dawes-James | Soldado y médico de la Sección 2           | 5 + (película)   | 2013 - 2014 | Viva   |
| Zubin Varla       | Qaseem                        | Intérprete de la Sección 2 y Maestro       | 5                | 2014        | Vivo   |
| Iwan Rheon        | Dylan "Smurf" Smith           | Soldado de la Sección 2                    | 5                | 2014        | Muerto |
| Royce Pierreson   | Dr. Jamie Cole                | Doctor Pediatra                            | 4                | 2016        | Vivo   |
| Becky Eggersglusz | Bashira                       | -                                          | 4                | 2014        | Viva   |

### Antiguos personajes recurrentes
| Actor                  | Personaje                        | Ocupación                            | N.º de episodios | Duración    | Estado |
| ---------------------- | -------------------------------- | ------------------------------------ | ---------------- | ----------- | ------ |
| Lawrence Walker        | Pvt. "Dangleberries"             | Soldado de la Sección 2              | 9                | 2014 - 2016 | -      |
| Nick Preston           | Pvt. Mike "Mansfield Mike" Cheam | Soldado de la Sección 2              | 8                | 2014 - 2016 | -      |
| Arinze Kene            | "Eggy" Kinders                   | Corporal de la Sección 2             | 5                | 2014        | Vivo   |
| Charley Palmer Merkell | Baz Vegas                        | Soldado de la Sección 2              | 5                | 2014        | Vivo   |
| Ade Oyefeso            | Nude-Nut                         | Soldado de la Sección 2              | 5                | 2014        | Vivo   |
| Michael James          | Jason Raynott (aka Abu Jaseer)   | Terrorista                           | 5                | 2016        | -      |
| Jonas Khan             | Azizi                            | Sargento                             | 4                | 2014, 2017  | Muerto |
| Kirsty Averton         | Jackie                           | Soldado & Médico                     | 4                | 2014        | Viva   |
| Jack Parry Jones       | Jackson                          | Soldado de las Fuerzas Especiales    | 4                | 2016        | -      |
| Jed O’Hagen            | Spunky                           | Soldado de las Fuerzas Especiales    | 4                | 2016        | -      |
| Vincenzo Nicou         | Max Lane                         | Padre de Georgie                     | 4                | 2016        | -      |
| Linzey Cocker          | Marie Lane                       | Hermana de Georgie                   | 4                | 2016        | -      |
| Molly Wright           | Lulu Lane                        | Hermana de Georgie                   | 4                | 2016        | -      |
| Anthony Oseyemi        | Cpt. Osman                       | Capitán de las Fuerzas de Kenia      | 1                | 2016        | -      |
| Tamer Burjaq           | Sohail                           | Soldado                              | 3                | 2014        | Vivo   |
| Sean Gallagher         | Dave Dawes                       | -                                    | 3                | 2013        | Vivo   |
| Kerry Godliman         | Belinda Dawes                    | -                                    | 3                | 2013        | Viva   |
| Yusra Warsama          | Nafula                           | Asistente de la Clínica Médica Local | 3                | 2016        | -      |
| Ruth Sheen             | Nan Dawes                        | -                                    | 2                | 2014        | Viva   |
| Flossy Grounds         | Bella Dawes                      | -                                    | 2                | 2013        | Viva   |
| Siwan Morris           | Candy Smith                      | -                                    | 2                | 2014        | Viva   |
| Anna Tenta             | Kicki                            | Asistente Humanitaria                | 2                | 2016        | Muerta |
| Hlayani Junior Mabasa  | Zeki                             | Terrorista                           | 2                | 2016        | Muerto |

### Personajes (película)
| Actor              | Personaje     | Ocupación | Duración |
| ------------------ | ------------- | --------- | -------- |
| Lacey Turner       | Molly Dawes   | Soldado   | 2013     |
| Matthew McNulty    | Cpl. Geddings | Corporal  | 2013     |
| Stuart Ward        | Cpl. Brammer  | Corporal  | 2013     |
| Fiona Skinner      | Cpl. Richards | Corporal  | 2013     |
| Paul Fox           | Sgt. Lamont   | Sargento  | 2013     |
| Branwell Donaghey  | Sgt. Adams    | Sargento  | 2013     |
| Andrew Scarborough | Sgt. Peters   | Sargento  | 2013     |
| Steven Miller      | Cpl. Leech    | Corporal  | 2013     |
| Lucy Briers        | O'Brien       | Mayor     | 2013     |
| Dominic Jephcott   | Hart          | Mayor     | 2013     |
| Dan Black          | Artan         | -         | 2013     |
| Sean Gallagher     | Dave Dawes    | -         | 2013     |
| Kerry Godliman     | Belinda Dawes | -         | 2013     |
| Mimi Keene         | Jade Dawes    | -         | 2013     |
| Flossy Grounds     | Bella Dawes   | -         | 2013     |
| Frieda Thiel       | Mary          | -         | 2013     |
| David Ryall        | George        | -         | 2013     |
| Katherine Pearce   | Katy          | -         | 2013     |

## Episodios
La primera temporada de la serie estuvo conformada por 5 episodios más la película para la televisión (entrenada el 24 de marzo de 2013 y finalizada el 19 de octubre del 2013).
La segunda temporada estuvo conformada por 5 episodios, transmitidos del 7 de septiembre del 2016 al 5 de octubre del mismo año.
La tercera temporada estará conformada por 12 episodios, la cual se espera sea estrenada el 10 de octubre del 2017.

## Producción
La película para la televisión fue estrenada el 24 de marzo de 2013 debido al éxito en diciembre del 2013 se anunció que la película había obtenido luz verde para convertirse en serie la cual fue estrenada el 21 de septiembre de 2014.
La serie es creada y escrita por Tony Grounds. Cuenta en la producción ejecutiva con John Yorke y Caroline Skinner, y con el productor Ken Horn. 
La edición de la serie está a cargo de Ben Drury.
El tema de apertura de la serie es "War Rages On" de Alex Clare.
El 20 de junio del 2015 se anunció que la serie tendría una segunda temporada, la cual comenzaría las filmaciones en enero del 2016 y sería estrenada más tarde ese mismo año. También se anunció que la actriz Lacey Turner no podría regresar para la segunda temporada debido a que se encontraba filmando la serie EastEnders y que la actriz Michelle Keegan se uniría a la serie como el nuevo personaje principal de la segunda temporada.
El 20 de junio del 2015 se anunció que la serie regresaría para una segunda temporada, la cual estuvo conformada por 5 episodios y fue estrenada el 7 de septiembre del 2016.